# Асад ибн Абдаллах ал-Касри
Асад ибн Абдаллах ал-Касри (на арабски: أسد بن عبد الله القسري) е арабски военачалник.
Той произлиза от арабския клан Бану Баджила, прадядо му е съратник на ислямския пророк Мохамед, а брат му е Халид ал-Касри, който също заема високи постове в Умаядския халифат. През 724 година Асад ал-Касри е назначен от брат си за управител на Хорасан и заема поста до 728 година и отново след 735 година. Той укрепва властта на Халифата в Централна Азия, отблъсквайки успешно нападенията на тюргешите.
Асад ал-Касри умира в началото на 738 година в Балх.